# Ashby with Oby
Ashby with Oby es una parroquia civil del distrito de Great Yarmouth, en el condado de Norfolk (Inglaterra).

## Demografía
Según el censo de 2001, Ashby with Oby tenía 69 habitantes (34 varones y 35 mujeres). 39 habitantes eran económicamente activos, todos ellos empleados. Había 28 hogares con residentes y ninguno sin ocupar.
| 107                         | 90 | 77 | 103 | 89 | 90 | - | 88 | 111 |
| (Fuente: Vision of Britain) |    |    |     |    |    |   |    |     |